# 葉梨新五郎
葉梨 新五郎（はなし しんごろう、1901年〈明治34年〉2月20日 - 1956年〈昭和31年〉3月27日）は、日本の政治家。衆議院議員（5期）。

## 来歴・人物
茨城県稲敷郡木原村に葉梨伴之助の四男として生まれた。東京出身。旧制の鹿児島県立第二鹿児島中学校（現：鹿児島県立甲南高等学校）で学ぶ。旧制中学を卒業し、明治大学専門部法律科中退、国士舘高等部（国士舘大学の前身）中退。
中央新聞、日本電報通信社（後の電通）の記者、関東長官秘書官などを経て、1932年旧茨城1区から立憲政友会公認で第18回衆議院議員総選挙に初当選し、戦前・戦後合わせて公職追放の期間を挟み、5回当選している（第18回、第20回、第22回、第23回、第26回）。初当選時の第18回衆議院選挙における最年少当選者（満31歳）。戦後は日本自由党・民主自由党・自由党に所属し、通貨安定本部長、農地改革法審議特別委員長などの要職を歴任した。このほか新興採炭取締役会長、大阪時事新報、桜川紡績、日東農産、三鋼紹介の各社長などを歴任した。
1955年の総選挙で落選。翌1956年3月27日死去。享年55。
死後、長男の信行が地盤を継承したが、初出馬から3回連続で落選という苦戦となった。

## 家族・親族
- 妻：鈴子
- 長男：信行
  - 義孫：康弘
- 長女：貞子
- 二男：之義
- 三男：孝之
- 四男：靖之
- 五男：之紀